# Mont Alice Gade
Ne doit pas être confondu avec Mont Ruth Gade.
Le mont Alice Gade est le point culminant du plateau Rawson, à 3 410 mètres d'altitude, dans la chaîne de la Reine-Maud, dans la chaîne Transantarctique. Il fait face au mont Ruth Gade, point culminant du chaînon Quarles (3 513 m), sur le bord opposé du glacier Bowman. Il est découvert par Roald Amundsen en novembre 1911 qui le nomme en l'honneur d'Alice Garfield King Gade, épouse de Fredrik Herman Gade, diplomate norvégien au Brésil et mécène de son expédition, et belle-sœur de l'architecte John Allyne Gade (en).